# Вельяшевы
Вельяшевы (Вильяшевы) — древний русский дворянский род.
Род записан в VI части родословных книг Тверской и Ярославской губерний.

## История рода
Виша Григорьевич упомянут (1581). Род ведёт своё начало от Бориса и Ермолая Григорьевичей (Третьяковичей тож) Вельяшевых, владевших поместьями в Новгородской области (1585).
Дружина Вишин губной староста в Торжке (1627—1631), владел поместьем в Ржевском уезде, брат его Фёдор воевода на Волоке. Нехороший Ермолаевич управлял Обонежскими дворцовыми волостями (1612). Василий Максимович владел поместьями в Новоторжском уезде (1690-х). Новгородский дворянин Иван Григорьевич Вельяшев упомянут при встрече шведского посольства (1673). Трое представителей рода владели поместьями в Угличском уезде (1696).
Шестеро представителей рода владели населёнными имениями (1699).

## Описание герба
Щит разделён горизонтально на две части, из коих в верхней части в правом голубом поле означены золотое солнце и под ним сокол, летящий в левую сторону по серебряному полю. В левой части в красном поле изображена серебряная крепость, в воротах которой поставлен золотой лев с мечом. Над крепостью видны восьмиугольная звезда и полумесяц золотые. В нижней части в золотом поле воин, скачущий на белом коне в левую сторону с подъятым вверх мечем, а у подошвы щита к левому углу положен шишак.
Щит увенчан обыкновенным дворянским шлемом с дворянской на нём короной и тремя страусовыми перьями. Намёт на щите голубого и красного цвета, подложенный золотом. Щит держат два воина, имеющие в руках по одному копью. Герб рода Вельяшевых внесён в Часть 2 Общего гербовника дворянских родов Всероссийской империи, стр. 107.

## Известные представители
- Вельяшев Фёдор Борисович — воевода в Рузе (1627), Волоке-Ламском (1629).
- Вельяшев Захарий Алексеевич — воевода в Изворске (1638), Гдове (1647—1649).
- Вельяшев Антип Григорьевич — стряпчий (1683), стольник (1686—1692).
- Вельяшев Иван Никифорович — стольник (1685).
- Вельяшев Матвей Григорьевич — стряпчий (1691)[3][4][2].
- Вельяшев-Волынцев, Дмитрий Иванович (1774—1818) — русский поэт, драматург и переводчик.
- Вельяшев-Волынцев, Иван Андреевич (1737—1795) — русский артиллерист и педагог, инженер-генерал-майор.
- Вельяшева-Волынцева, Анна Ивановна — русская писательница и поэтесса, переводчик.
- Вельяшева-Волынцева, Пелагея Ивановна (1773—1810) — русская писательница и переводчик.